# Zam Fredrick
Zambolist "Zam" Fredrick (St. Matthews, Carolina del Sur; 17 de agosto de 1959) es un exjugador de baloncesto estadounidense que disputó cinco temporadas en la Liga italiana. Su puesto natural en la cancha era el de base o escolta

## Trayectoria deportiva

### Universidad
Jugó cuatro temporadas con los Gamecocks de la Universidad de Carolina del Sur, en las que promedió 13,8 puntos y 2,0 por partido, aunque en su último año se fue hasta los 28,9 puntos por encuentro, siendo el líder de anotación de la NCAA esa temporada.

### Profesional
Fue elegido en la quincuagésimo primera posición del Draft de la NBA de 1981 por Los Angeles Lakers, pero desarrolló toda su carrera en la liga italiana, donde fue el máximo anotador en 1982 con el Sinudyne Bologna, con 988 puntos.